# Kokoszki (Gdańsk)

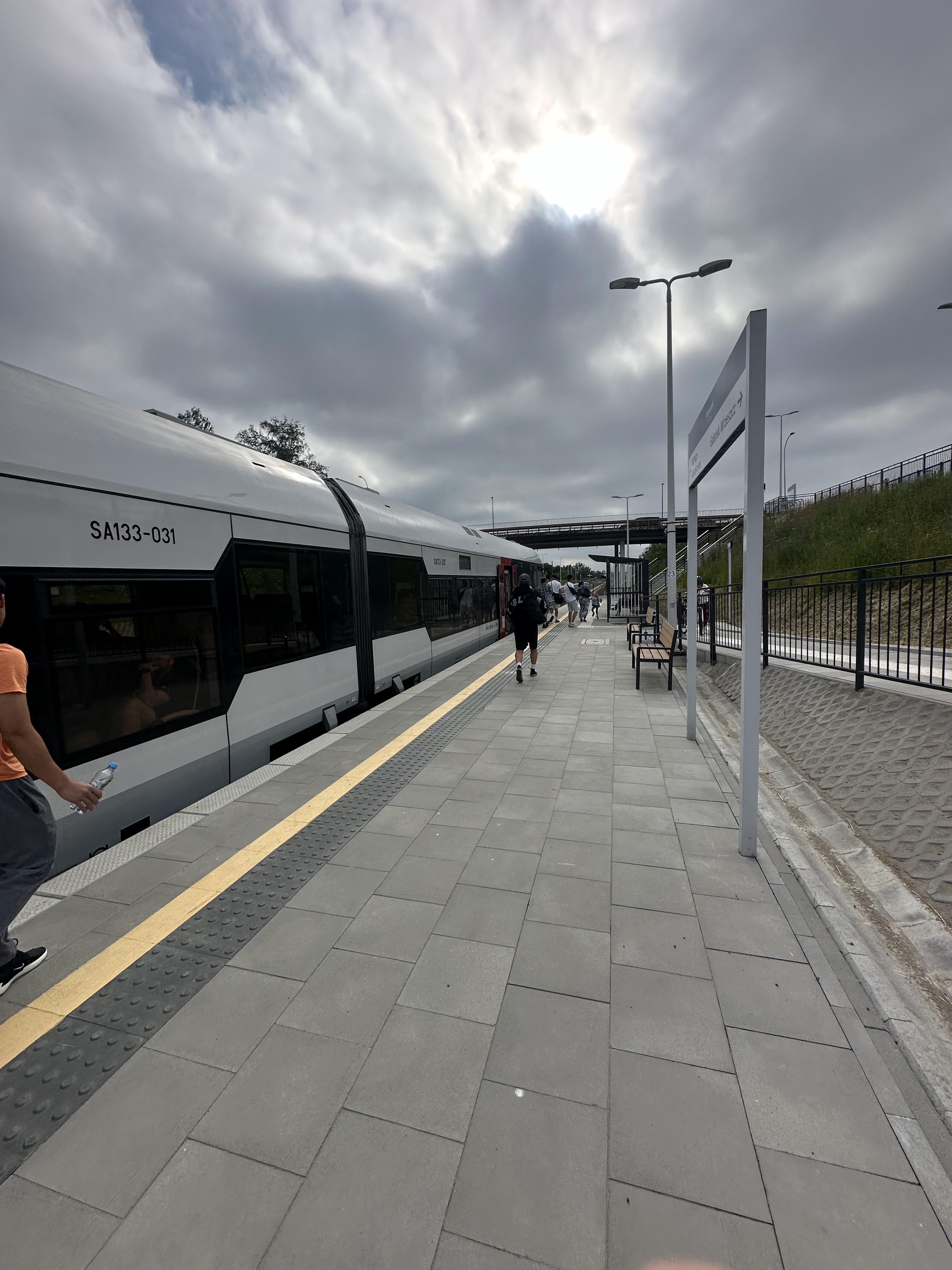
Stacja kolejowa Gdańsk Kokoszki

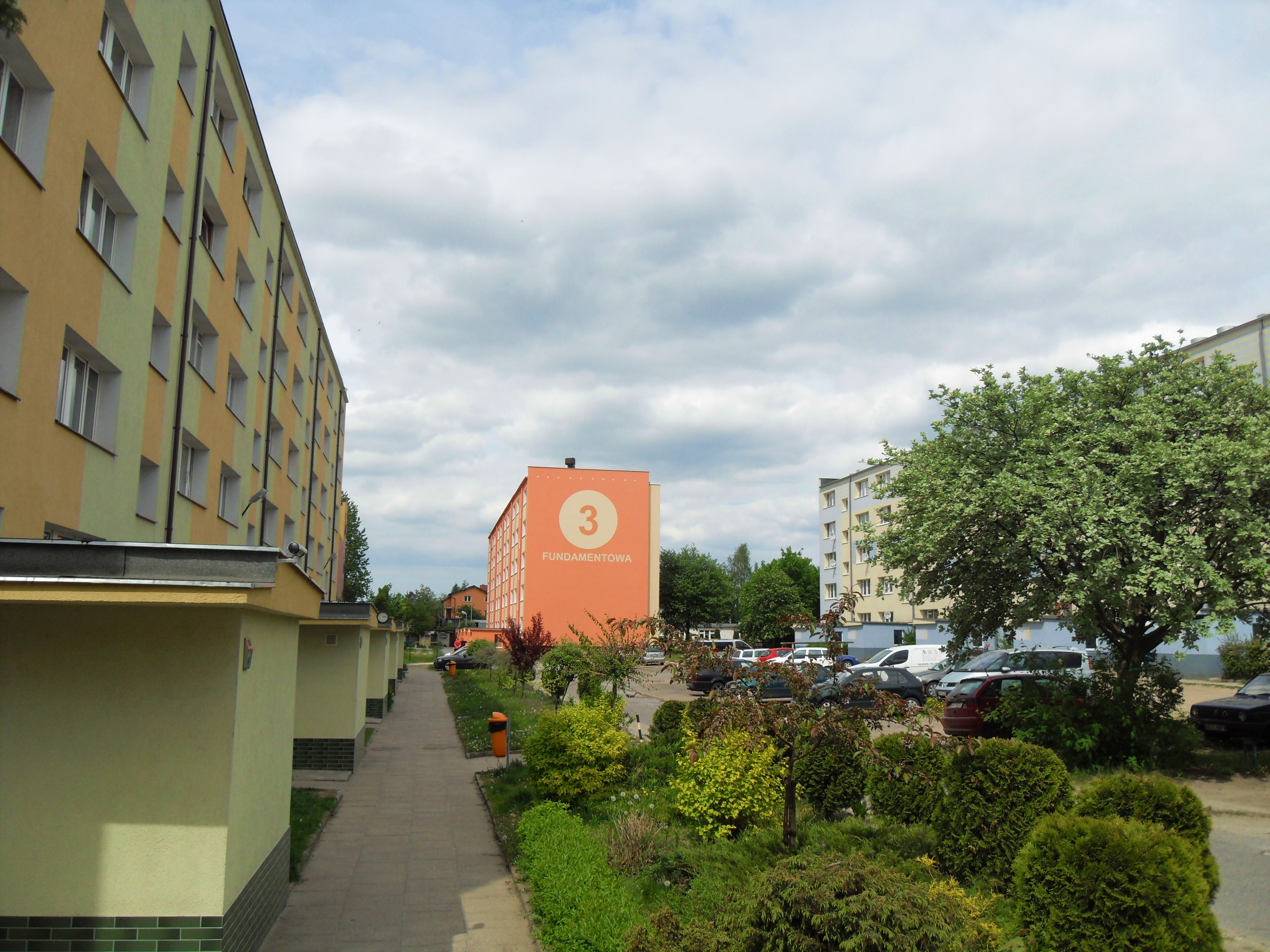
Kokoszki

Kokoszki (kaszub. Kòkòszczi, niem. Kokoschken, dawniej Kokoszkowy) – dzielnica administracyjna w Gdańsku, położona na zachodzie miasta. Ma charakter mieszkaniowo-przemysłowy.

## Położenie
Kokoszki są zachodnią dzielnicą Gdańska. Od północy graniczą z Matarnią, od wschodu z Jasieniem, od południa z gminą wiejską Kolbudy, od zachodu z gminą miejsko-wiejską Żukowo. Dzielnica leży na Pojezierzu Kaszubskim. Zachodnie i południowe obrzeża dzielnicy zajmują moreny czołowe Wysoczyzny Żukowsko-Przywidzkiej, które w bezimiennym wzgórzu na terenie historycznego Bysewa osiągają 172,1 m n.p.m., dzięki czemu Kokoszki są drugą najwyższą dzielnicą Gdańska, oraz piątą pod tym względem w Trójmieście.
Obszarem dzielnicy prowadzą turystyczne szlaki Wzgórz Szymbarskich i Kartuski.
Przy ul. Smęgorzyńskiej rośnie powołany na pomnik przyrody w 2011 roku dąb szypułkowy o obwodzie 405 cm. W lesie pomiędzy ul. Gostyńską/Goplańską a ul. Tuchomską rośnie buk zwyczajny o obwodzie 368 cm objęty ochroną w 2018 roku.

### Podjednostki
Do dzielnicy Kokoszki należą następujące jednostki terytorialne:
- Bysewo
- Kokoszki
- Karczemki
- Kiełpino Górne
- Las Sulmiński
- Rębiechowo (częściowo)
- Smęgorzyno

## Historia
Kokoszki są notowane w źródłach dopiero w XVI wieku, z właścicielami Werdenami. Najpierw jako Kokoszka, Burggrafin, od XVII wieku w dzisiejszej postaci Kokoszki. Prywatna wieś szlachecka położona była w drugiej połowie XVI wieku w powiecie gdańskim województwa pomorskiego. Pod koniec XIX wieku pojawia się forma Kokoszkowy, Niemcy pisali Kokoschken.
Przy ulicy Stokłosy został ulokowany folwark i szkoła.
W latach 1920–1939 Kokoszki znajdowały się na granicy Polski z Wolnym Miastem Gdańsk. Dla upamiętnienia tego faktu rondo na skrzyżowaniu ulicy Kartuskiej i Otomińskiej od 2016 roku nosi nazwę Rondo Graniczne Wolne Miasto Gdańsk – Rzeczpospolita Polska (1920–1939).
Podczas niemieckiej okupacji od 1941 wprowadzona została sztuczna nazwa (bez powiązania historycznego) – Klein Bessa. Kokoschken miała słowiańskie korzenie.
Od połowy 1942 istniała tu filia obozu koncentracyjnego Stutthof. Obóz znajdował się naprzeciw dworca kolejowego Gdańsk Kokoszki.
W 1945 miejsce walk niemiecko-radzieckich. W ich toku zestrzelone zostały samoloty Ił-2 i He-111, wydobyte z 2018.
W 1988 został założony niewielki cmentarz przy miejscowej parafii katolickiej. Na jego terenie zostały pochowane ludzkie szczątki, odnalezione przy pracach ziemnych na terenie przyległym do obozu koncentracyjnego w Kokoszkach.
Od początku XXI wieku następuje wzrost roli Kokoszek jako centrum przemysłowo-logistycznego. Znajdują się tutaj m.in. Park Przemysłowo-Technologiczny Maszynowa.
W 2021 ogłoszono przetarg na budowę w rejonie ulic Kartuskiej, Stokłosy i Bysewskiej zbiornika retencyjnego "Kartuska" wraz z odpływem do potoku Strzelniczka.

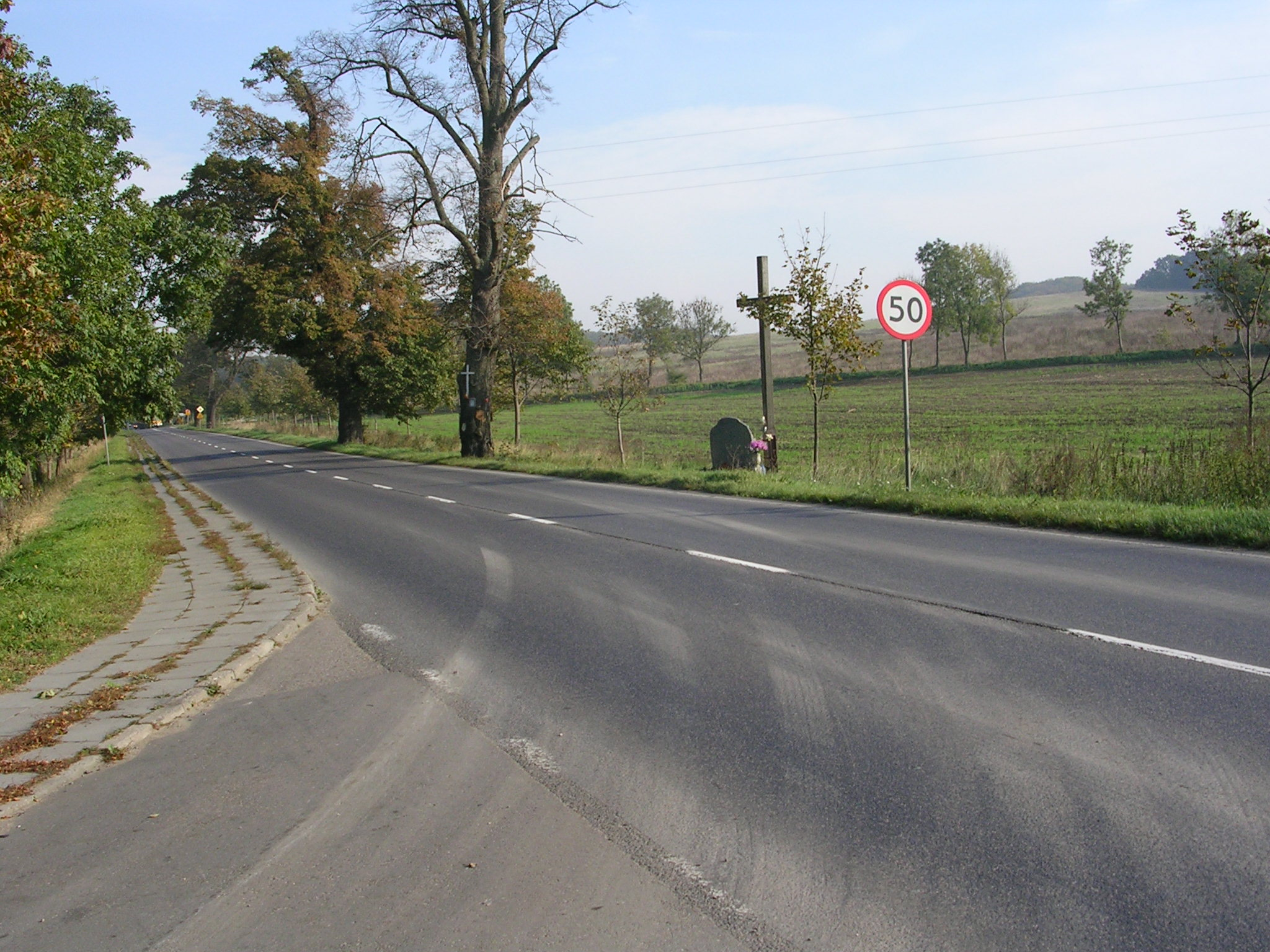
Ul. Kartuska, miejsce katastrofy autobusu oraz pamiątkowa płyta i krzyż

### Katastrofa autobusu
2 maja 1994 roku, w Kokoszkach, wydarzyła się największa katastrofa drogowa w historii polskiej komunikacji. W autobusie, który uderzył w drzewo, zginęły 32 osoby, a 43 zostały ranne.

## Przemysł
Kokoszki były wyznaczone jako strefa przemysłowo-mieszkalna już w latach 60. XX wieku. Aktualnie w dzielnicy Gdańsk Kokoszki działa Pomorska Specjalna Strefa Ekonomiczna.
W ramach strefy, od 2012 roku istnieje Park Przemysłowo-Technologiczny Maszynowa o powierzchni 54 ha, na którym znajdują się takie przedsiębiorstwa jak Jeronimo Martins czy International Paper oraz firmy wytwarzające prefabrykaty, baterie, akumulatory, puzzle i artykuły dla zwierząt. Na rok 2024, park jest skomercjalizowany w 100%.
Szacowane jest, że inwestorzy w parku Maszynowa zainwestowali na rozwój łącznie 500 mln zł, rocznie do budżetu miasta Gdańsk trafia 6,5 mln zł z tytułu podatku od nieruchomości, a sam park zatrudnia około 1 tysiąc osób.

## Komunikacja i transport

### Drogi krajowe
Przez Kokoszki biegnie Obwodnica Trójmiasta, która jest fragmentem drogi ekspresowej nr 6 oraz ulica Kartuska, która jest częścią drogi krajowej nr 7.
Ulice te krzyżują się na węźle Karczemki znajdującym się na terenie dzielnicy.

### Kolej
Na terenie dzielnicy znajduje się stacja węzłowa Gdańsk Kokoszki, odbudowana w ramach inwestycji PKP PLK. Przechodziły przez nią dwie normalnotorowe linie kolejowe: linia kolejowa Gdańsk Wrzeszcz - Stara Piła i linia kolejowa Kokoszki – Gdańsk Osowa. Na stacji znajdowała się lokomotywownia.

### Autobusy
Ulicą Kartuską przejeżdża większość autobusów regionalnych kursujących z Gdańska w kierunku powiatów: kartuskiego, kościerskiego, chojnickiego i bytowskiego.
Przez Kokoszki kursują autobusy miejskie.

## Rada Dzielnicy

### Kadencja 2024–2029[26][27][28][29]
- Przewodniczący Zarządu Dzielnicy
  - Piotr Pszczółkowski
- Przewodnicząca Rady Dzielnicy
  - Natalia Meyer-Kaim

### Kadencja 2019–2024[30]
- Przewodnicząca Zarządu Dzielnicy 
  - Edyta Peplińska
- Przewodnicząca Rady Dzielnicy 
  - Elżbieta Pogońska

### Kadencja 2015–2019[31]
- Przewodnicząca Zarządu Dzielnicy 
  - Jadwiga Weiher
- Przewodniczący Rady Dzielnicy 
  - Witold Bądkowski

### Kadencja 2011–2015[32][33]
do 1 czerwca 2014 jako Rada Osiedla
- Przewodnicząca Zarządu Dzielnicy 
  - Jadwiga Weiher
- Przewodnicząca Rady Dzielnicy 
  - Maria Weber